# Мельников, Павел Иванович (геолог)
Па́вел Ива́нович Ме́льников (6 [19] июня 1908, Санкт-Петербург — 21 июля 1994, Москва) — советский учёный-геолог, академик АН СССР и РАН, доктор геолого-минералогических наук, профессор. Герой Социалистического Труда (1984), заслуженный деятель науки и техники РСФСР (1969), член КПСС с 1929 года.

## Биография
Родился в Санкт-Петербурге в семье рабочего. Русский.
Рано остался сиротой, воспитывался у родственников, с 1916 года — в детском приюте и в детском доме. В 1922 году был принят в ВЛКСМ. С 1924 года учился на общих курсах Ленинградского военно-морского училища. С 1927 года работал на заводах «Красный Выборжец» и «Красный Треугольник» в Ленинграде. В 1929 году вступил в ВКП(б).
В 1930 году поступил, а в 1935 году окончил геолого-разведочный факультет Ленинградского горного института. Одновременно при прохождении производственной практики в 1932—1935 годах работал прорабом и заместителем начальника мерзлотно-гидрологической партии дальне-Восточной комплексной экспедиции АН СССР. В 1935 году уже достаточно опытный специалист сразу после окончания института был назначен начальником Игарской научно-исследовательской мерзлотной станции Главсевморпути в городе Игарка Красноярского края. Там он начал широкие исследования вечной мерзлоты в природных условиях, для чего впервые в СССР под его руководством построена подземная лаборатория на глубине 8 метров от поверхности Земли. Сразу были достигнуты значительные результаты, позволившие решительно поменять практику строительства на мерзлых грунтах.
С октября 1938 года — научный сотрудник Комитета по вечной мерзлоте АН СССР в городе Москве. В 1939 году прибыл в Якутск в составе Комплексной Якутской экспедиции этого института. В 1940 году был назначен начальником экспедиции Института мерзлотоведения, на базе которой в 1941 году была создана Якутская научно-исследовательская мерзлотная станция Института мерзлотоведения АН СССР имени В. А. Обручева. Мельников был её руководителем с 1941 года по 1956 год.
В короткий срок создав научную базу, Мельников продолжил начатые в Игарке исследования. Одной из первых побед стало решение проблемы водоснабжения Якутска. Исследования мерзлотоведов-гидрогеологов станции показали, что в мерзлой толще земли имеются природные скважины (талики), через которые надмерзлотные воды сообщаются с подмерзлотными. Мельников сделал теоретический вывод о водообильности юрских и меловых пород в пределах всей Центральной Якутии. Практическое бурение подтвердило этот вывод. С 1943 года по 1944 год был открыт Якутский артезианский бассейн, Павел Мельников имел диплом его первооткрывателя.
В 1956 году Павел Иванович возглавил созданное на базе Якутской научно-исследовательской мерзлотной станции Северо-Восточное отделение Института мерзлотоведения Академии наук СССР. Его дальнейшее развитие логично привело к созданию в 1960 году Института мерзлотоведения Сибирского отделения Академии наук СССР, который Мельников возглавлял с 1960 года по 1988 год. Будучи единственным исследовательским центром такого рода в стране, институт проводил огромный объём научных исследований самого широкого профиля и стремительно приобрёл мировую известность. Павел Иванович возглавлял исследования по региональной, исторической и инженерной геокриологии, по тепло- и массообмену в мерзлых толщах земной коры, по изучению природы прочности и геологических свойств мерзлых горных пород, по разработке геофизических и геохимических методов исследования мерзлых горных толщ. Экспедиции института трудились по всей территории Якутии, на севере Западной Сибири, в Прибайкалье и Забайкалье, в Монголии и в Казахстане.
В 1965 году стал профессором. В 1968 году был избран членом-корреспондентом, а в 1981 году — действительным членом (академиком) АН СССР.
Мельников стал автором сотен научных трудов, в том числе фундаментальных. Являлся основоположником общего и инженерного мерзлотоведения в России. Разработал основы геотермии криолитозоны и региональной геокриологии Восточной Сибири, методы поисков и надёжной эксплуатации подземных вод при наличии мощной толщи мёрзлых пород. Усовершенствовал приёмы управления температурным режимом и свойствами грунтов при строительстве в Якутии (свайные фундаменты, охлаждающие сваи, проветриваемые подполья), а также методы создания в мёрзлых грунтах подземных ёмкостей и др. Предложил методы водно-тепловой мелиорации для сельского хозяйства, принципы охраны природной среды Севера. Был главным редактором «Мерзлотно-гидрогеологическое районирование Восточной Сибири» (1980).
Много сил Мельников вложил в освоение месторождений нефтегазового комплекса Западной Сибири в Тюменской области и в строительстве Байкало-Амурской магистрали.
Указом Президиума Верховного Совета СССР от 27 апреля 1984 года за выдающиеся заслуги в развитии советской науки и в деле подготовки научных кадров Мельникову Павлу Ивановичу присвоено звание Героя Социалистического Труда.
С 1970 года до конца своих дней был председателем Научного совета Академии наук СССР/Российской академии наук по криологии Земли. С 1980 года по 1985 год — председатель Президиума Национального комитета СССР по мерзлотоведению.
В 1985 году был членом АН СССР по проблемам БАМа, с 1988 года — членом Межведомственной комиссии по изучению Арктики и ряда других научных советов и комиссий. С 1990 года был редактор журнала «Криосфера Земли». Избирался депутатом Верховного Совета Якутской АССР.
Активно участвовал и в международной научной жизни, будучи президентом (1983—1988) и вице-президентом (1988—1994) Международной ассоциации по мерзлотоведению. Последним крупным делом жизни ученого стало участие в разработке проекта международной высокоширотной железнодорожной магистрали Россия-США с туннелем под Беринговом проливом, горячим поборником которого он являлся.
С 1988 года жил и работал в Москве, в том же году стал почётным директором Института мерзлотоведения СО АН СССР.
Скончался 21 июля 1994 года в Москве. Похоронен на Троекуровском кладбище.

## Семья
- Сын — Мельников, Владимир Павлович (род. 1940) — геолог.

## Награды и звания
- Два Ордена Ленина (1978, 1984)
- Два Ордена Трудового Красного Знамени (1952, 1975)
- Орден Красной Звезды (1945)
- Два Ордена «Знак Почёта» (1947, 1957)
- Орден Дружбы народов (1988)
- Медаль «За трудовую доблесть» (1953)
- Медаль «За доблестный труд в Великой Отечественной войне 1941—1945 гг.» (1946)
- Медаль «За строительство Байкало-Амурской магистрали» (1983)[3]
- Медаль «Ветеран труда» (1984)[3]
- Заслуженный деятель науки и техники РСФСР (1969)
- Заслуженный деятель науки Якутской АССР (1952)
- Почётный гражданин города Якутска (1982)[4]
- Почётный член Географического общества СССР (1980)[3]
- Иностранная награда — медаль «50 лет Монгольской Народной Революции» — за помощь в подготовке кадров-мерзлотоведов и организацию совместных исследований вечной мерзлоты на территории Монголии[3]
- другие награды

## Память
- Именем Мельникова в 1995 году был назван Институт мерзлотоведения СО РАН (теперь Институт мерзлотоведения им. П. И. Мельникова СО РАН), основателем и многолетним директором которого он был.
- На здании Института установлена мемориальная доска.
- 5 августа 2011 года в Якутске был установлен бюст Мельникова[5][6].

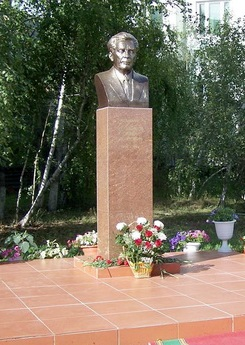
Памятник—бюст Павлу Мельникову в Якутске
Здание Института мерзлотоведения имени Мельникова СО РАН
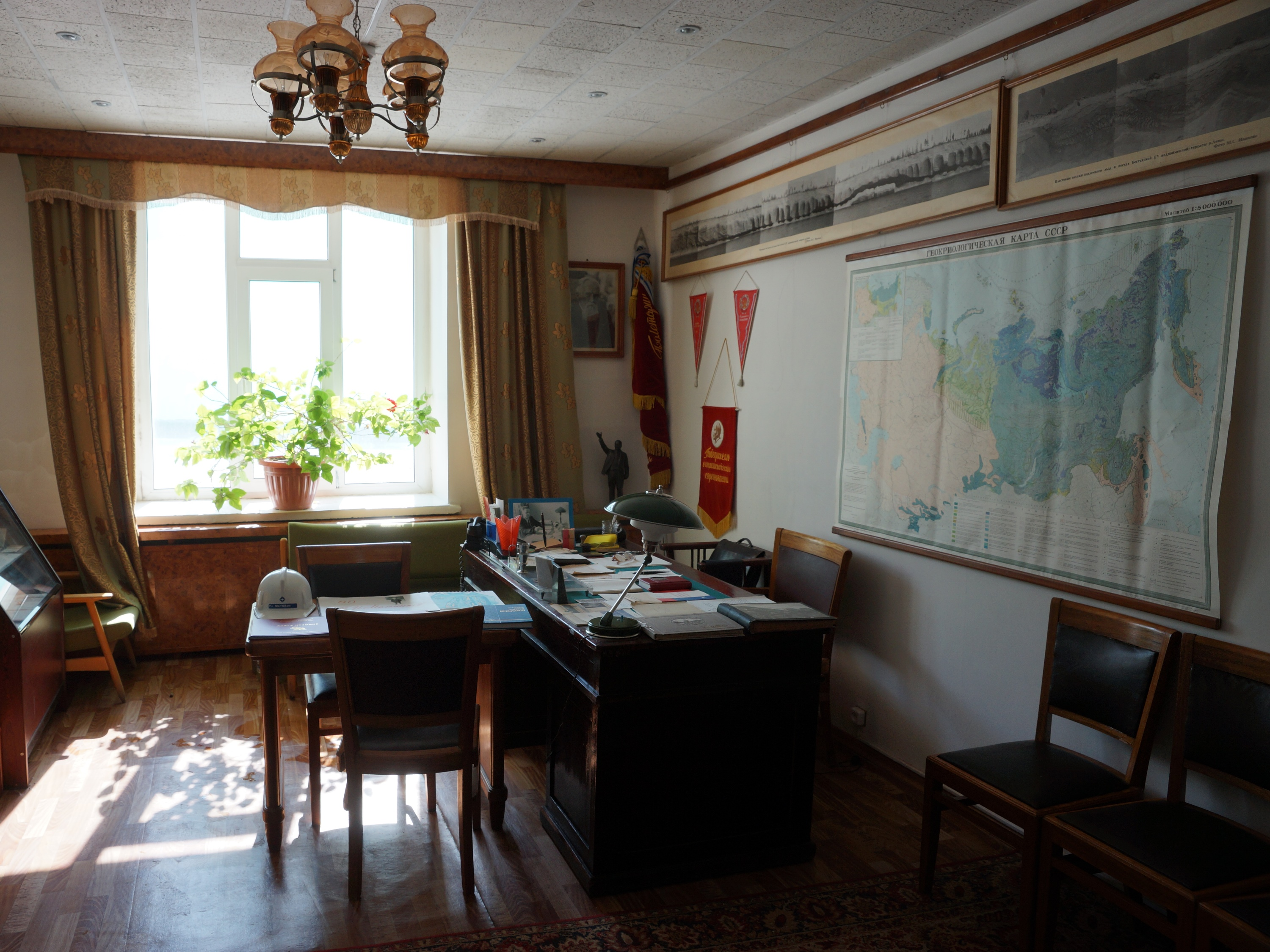
Мемориальный кабинет академика П. И. Мельникова